# Bistum Bismarck
Das Bistum Bismarck (lat.: Dioecesis Bismarckiensis, engl.: Diocese of Bismarck) ist eine in den Vereinigten Staaten gelegene römisch-katholische Diözese mit Sitz in Bismarck, North Dakota.

## Geschichte
Das Bistum Bismarck wurde am 31. Dezember 1909 durch Papst Pius X. aus Gebietsabtretungen des Bistums Fargo errichtet und dem Erzbistum Saint Paul and Minneapolis als Suffraganbistum unterstellt.

## Territorium
Das Bistum Bismarck umfasst die im Bundesstaat North Dakota gelegenen Gebiete Adams County, Billings County, Bowman County, Burke County, Burleigh County, Divide County, Dunn County, Emmons County, Golden Valley County, Grant County, Hettinger County, McKenzie County, McLean County, Mercer County, Morton County, Mountrail County, Oliver County, Renville County, Sioux County, Slope County, Stark County, Ward County und Williams County.

## Bischöfe von Bismarck
- Vincent de Paul Wehrle OSB, 1910–1939
- Vincent James Ryan, 1940–1951
- Lambert Anthony Hoch, 1952–1956, dann Bischof von Sioux Falls
- Hilary Baumann Hacker, 1956–1982
- John Francis Kinney, 1982–1995, dann Bischof von Saint Cloud
- Paul Albert Zipfel, 1996–2011
- David Kagan, seit 2011

## Weblinks

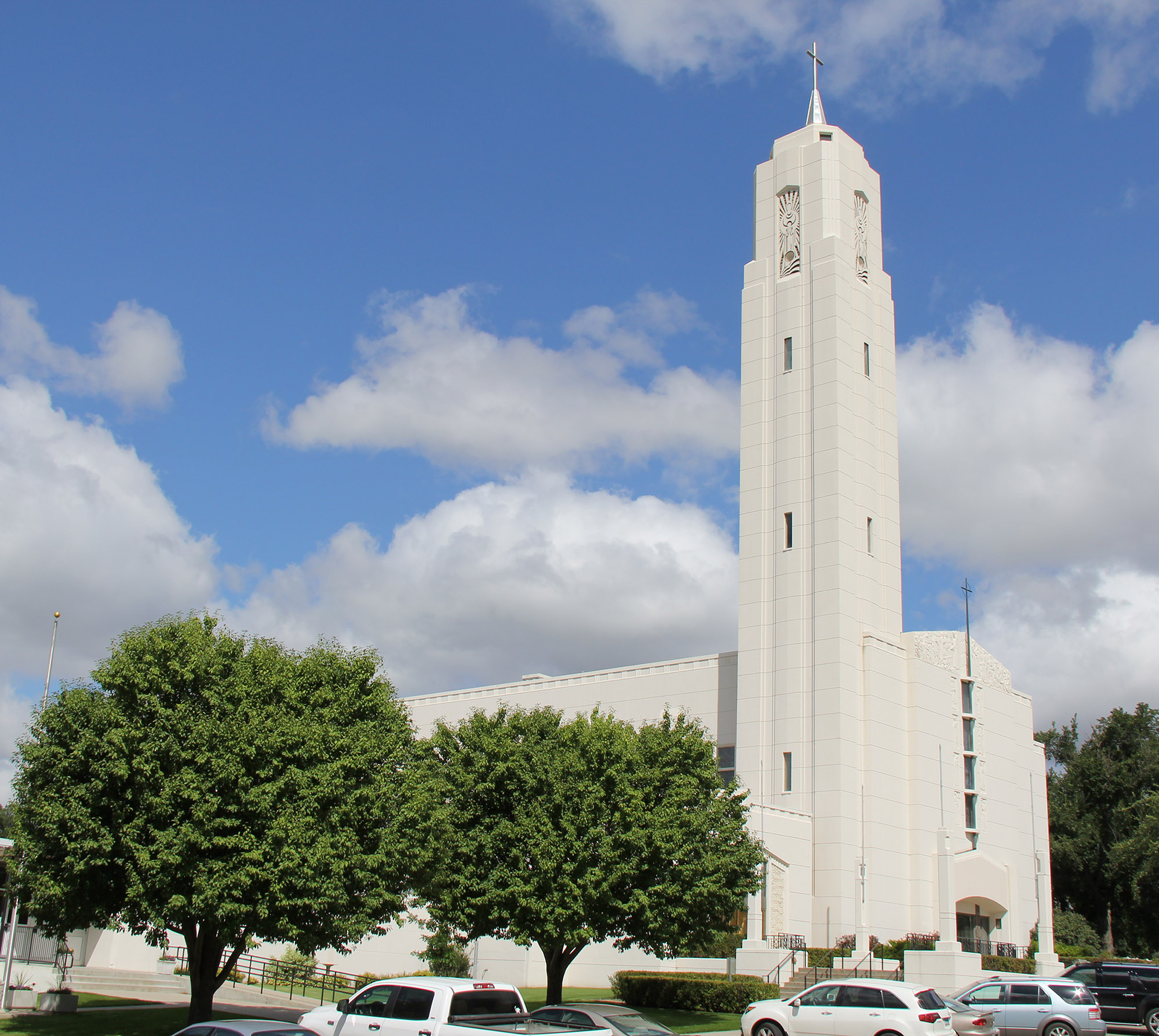
Kathedrale: Holy Spirit in Bismarck